# Nacaduba rapara
Nacaduba rapara är en fjärilsart som beskrevs av Hans Fruhstorfer 1916. Nacaduba rapara ingår i släktet Nacaduba och familjen juvelvingar. Inga underarter finns listade i Catalogue of Life.